# Pauzjetka
Pauzjetka (russisk: Паужетка) er en flod syd på Kamtjatkahalvøen i Rusland med en længde på 25 kilometer.
Floden har sin kilde fra siden af vulkanen Kambalnyj og munder ud i Oziornaja.
51°30′25″N 156°47′54″Ø / 51.50681°N 156.79838°Ø